# Ì̱
Ì̱ (minuscule : ì̱), appelé I accent grave macron souscrit, est une lettre latine utilisée dans l’écriture du kiowa.

## Utilisation
En kiowa écrit avec l’orthographe McKenzie, le ‹ Ì̱, ì̱ › représente le même son que la lettre I, le macron souscrit indiquant la nasalisation et l’accent grave indiquant le ton bas.

## Usage informatique
Le I accent grave macron souscrit peut être représenté avec les caractères Unicode suivants : 
- composé et normalisé NFC (supplément latin-1, diacritiques) :

| formes    | représentations | chaînes de caractères | points de code | descriptions                                                       |
| --------- | --------------- | --------------------- | -------------- | ------------------------------------------------------------------ |
| capitale  | Ì̱               | Ì◌̱                    | U+00CC U+0331  | lettre majuscule latine i accent grave diacritique macron souscrit |
| minuscule | ì̱               | ì◌̱                    | U+00EC U+0331  | lettre minuscule latine i accent grave diacritique macron souscrit |

- décomposé et normalisé NFD (latin de base, diacritiques) :

| formes    | représentations | chaînes de caractères | points de code       | descriptions                                                                   |
| --------- | --------------- | --------------------- | -------------------- | ------------------------------------------------------------------------------ |
| capitale  | Ì̱               | I◌̱◌̀                   | U+0049 U+0331 U+0300 | lettre majuscule latine i diacritique macron souscrit diacritique accent grave |
| minuscule | ì̱               | i◌̱◌̀                   | U+0069 U+0331 U+0300 | lettre minuscule latine i diacritique macron souscrit diacritique accent grave |